# Condado de Anoka
O Condado de Anoka (em inglês:  Anoka County) é um dos 87 condados do estado americano do Minnesota. A sede de condado é Anoka e sua maior cidade é Coon Rapids. Foi fundado em 23 de maio de 1857.
O condado possui uma área de 1 155 km², dos quais 1 095 km² estão cobertos por terra e 60 km² por água, uma população de 330 844 habitantes, e uma densidade populacional de 302 hab/km² (segundo o censo nacional de 2010). É o quarto condado mais populoso do Minnesota.